# 亚多尼雅

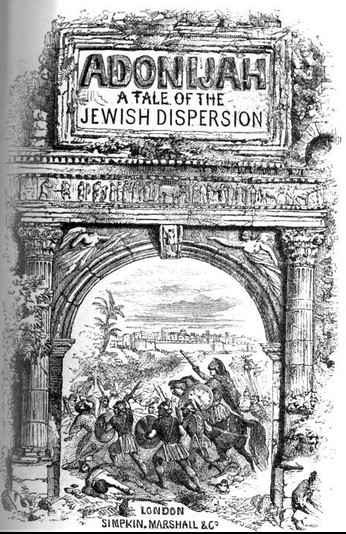
英國女作家珍·瑪格麗特·斯特里克蘭德於1856年出版的亞多尼雅傳記書上的亞多尼雅

亚多尼雅（希伯來語：אדוניה）天主教譯為阿多尼雅，是大卫的第四子，为哈及所生。 
在两位兄长暗嫩和押沙龙先后死去以后，亚多尼雅在大卫垂危时欲成为他父亲王位的继承人，但是先知拿单和拔示巴诱导大卫下达命令，由他的弟弟所罗门登上王位。
亚多尼雅逃到祭坛那里避难，所罗门赦免了他的行为，条件是要作“忠义的人”。后来他试图娶大卫最后的女人亚比煞，表现出对王位的觊觎，而被所罗门处死。